# Lars Graugaard
Lars Graugaard (født 1957 på Frederiksberg) er en dansk fløjtenist, komponist, musiklærer/forsker og producer af partiturmusik, improviseret musik og eksperimentel techno.

## Uddannelse
Graugaard studerede komposition hos Niels Viggo Bentzon og fløjte hos bl.a. Poul Birkelund samt supplerende undervisning fra Michel Debost ved Det Kongelige Danske Musikkonservatorium 1977-1983, hvorefter han dimitterede med en Diplomeksamen i fløjte.
I starten af 80erne søgte han kortvarigt kompositionsvejledning hos ledende danske komponister, inden han påbegyndte selvstudier i partiturkomposition og andre former for musikalsk skaben.[1] I 2006 forsvarede han sin PhD i interaktiv musik (en) ved Oxford Brookes Universitet (en) med titlen Gesture And Emotion In Interactive Music - Artistic And Technological Challenges, vejledt af Robert Rowe og Paul Dibley.

## Aktiviteter
Graugaard har siden 1983 arbejdet som free-lance komponist, fløjtenist og laptop performer. Han har modtaget et stort antal bestillinger og legater, og har komponeret fire operaer og 14 orkesterværker foruden en lang række værker for solo instrument, kammerensembler og stemme. Siden 2005 optræder han som laptop musiker med elektronisk musik som han fremfører ved hjælp af sin egen programmering, dels solo, dels i mindre besætninger med musikere erfarne i improvisation.
1997-1999 var han huskomponist ved Odense Symfoniorkester og 1997-2004 var han docent i interaktiv musik ved Det Fynske Musikkonservatorium. Han var amanuensis 2003-2008 ved Aalborg Universitets afdeling for Software og Medieteknologi og han var gæstelærer 2008-2011 ved Det Islandske Kunstakademis musikafdeling. I 2010 blev han Visiting Faculty Artist ved New York Universitets musikafdeling (en) (Department for Music and Performing Arts Professions) og 2013-2015 var han huskomponist ved Grup Instrumental de València (en)
Siden 2000 har han holdt kurser og forelæsninger på fremtrædende universiteter og konservatorier verden over, såsom Stanford University, Columbia University, Boston University, University of California, San Diego (en) og Kunitachi (en) samt Juilliard School of Music, Jerusalem Academy of Music and Dance (en), Université Paris (en), Rotterdams Musikkonservatorium (en) og Sibelius Akademiet (no) i Helsinki.
2000 var han lærer ved ACOF Young Composers’ Orchestra Workshop som blev afholdt i Australien og 2004 var han underviser ved June In Buffalo. 
Graugaard var medlem af juryen ved Hong Kong Composers’ Guild Competition 2010, og han var kunstnerisk leder af ISCM World Music Days 1996, ICMC 2007 og re-new digital arts festival 2008-2013. 
I 2013 startede han plade- og produktionsselskabet clang Arkiveret 19. maj 2017 hos  Wayback Machine, der fungerer som distributionsplatform for ligesindede producenter og komponister.

## Kompositorisk stil og teknik
Graugaard er en frodig og alsidig pioner med en stilistisk baggrund der spænder fra klassisk og samtidsmusik til improviseret og populærmusik. Med udgangspunkt i 70ernes hippie-miljø rettede hans interesse sig hurtigt mod en bredere opfattelse af musikalsk skaben i fremførelse og komposition. Mens han studerede fløjte ved Det Kongelige Danske Musikkonservatorium påbegyndte han selvstudier af musikpartiturer, samtidig med at han indledte samarbejder med en lang række musikere med stor erfaring indenfor improvisation, i hvad der kan betegnes som "praktiske feltstudier i krydsfeltet mellem komponist og musiker".
I slutningen af 80erne begyndte han at eksperimentere med computersystemer som kompositorisk værktøj, men hurtigt skiftede han over til at bruge computeren til fremførelsen af realtidsbaseret, musikalsk interaktion i partiturværker, hvilket resulterede i værker som Timid Souls (1989/90) og Incrustations (1994). I starten af 90erne udviklede han sin aktuelle kompositionsteknik af ‘intuitiv konstruktion’, hvor en klanglig forestilling resulterer i en uhindret komponering i korte, intense tidsforløb der gennem sin natur ikke behøver justeringer eller revision. De første værker komponeret med denne metode er River And Leaf (1991/92), The Circle And The Web (1992) og orkesterværket Sated Bodies (1993/94), mens pulseringer kombineret med tidsbunden elasticitet der referer til hans musikalske start i 70erne optræder fuldt udviklet første gang i Black Walls (1995).
Hans voksende erfaring med informationsteknologi indenfor musik resulterede bl.a. i tre interaktive operaer, uropført i årene 2001 til 2006. Under 00erne udviklede han gradvist laptop computeren som sit selvstændige instrument for realtidsfremførelse af elektronisk musik, hvilket medførte at han gradvist ophørte med at give koncerter som fløjtenist. Elementer fra andre musikgenrer vandt i denne proces stigende indpas hos ham som musiker og bragte ham tilbage mod sit udgangspunkt i 70ernes eksperimenterende musik, nu kombineret med et solidt kompositorisk fundament. Sin partiturmusik videreudviklede han ved at inddrage empiriske iagttagelser fra kognitive studier i musik, der blotlægger relationer mellem karakteristika ved notation og det oplevede, generelle musikalske udtryk.[2] Dette gør det muligt for ham at fastholde sit kompositoriske materiales integritet, uden at det går i konflikt til musikkens klingende udtryksdimension, og som det forefindes i værker som Three Places (2011), Venus (2013) og Engage And Share (2014).

## Om opførelserne
Graugaards orkesterværker er blevet opført i Nord- og Sydamerika, Europa, Asien og Australien. Hans værker udgives af Pathos Publishing, bortset fra tidlige værker der er udgivet af Edition S og Engstrøm & Sødring.
Hans værker er blevet opført ved festivaler og koncerter verden over, som for eksempel Festival Internacional Cervantino (en), Nordiske Musikdage, Aspekte Salzburg (tysk), Gulbenkian Festival, no:ULTIMA Oslo Contemporary Music Festival (en), en:Ensems (en), Iceland Arts Festival og Dark Music Days. 
Hans orkesterværker er blevet opført i Danmark (Det Kongelige Kapel, Odense Symfoniorkester, Aarhus Symfoniorkester, Aalborg Symfoniorkester), i Nordamerika (NYU Symfoniorkester), Polen (Den Pommerske Filharmoni), Australien (Tasmaniens Symfoniorkester), Asien (Hong Kongs Filharmoniske Orkester) og Latinamerika (Guanajuato Symfoniorkester, Queretaro Filharmoniske Orkester, Matanzas Symfoniorkester, Det Chilenske Kammerorkester), under ledelse af dirigenter som David Porcelijn, Sergio Cardenas, Juan Pablo Izquierdo, Maximiano Valdes, Jens Georg Bachmann, Tamas Vetö, Thomas Dausgaard, Jan Wagner og Tsung Yeh. 
Solister som  Andras Adorjan, Isabelle Faust, Edgard Guggeis, Lionel Party, Jean-Michel Pilc, Esther Lamneck og Sofia Asuncion Claro har spillet hans musik, og det islandske ensemble CAPUT har ved flere lejligheder bestilt værker hos ham.
Efter han stoppede som fløjtenist i midten af 00erne har Graugaard utrætteligt udforsket de nyeste muligheder indenfor elektronisk musik. Han er ligeså hjemmevant indenfor abstrakt og udfordrende partiturmusik som ubesværede og sammensatte klubrytmer, og dette har givet ham sin egen tilgang til elektronisk musik. For eksempel, så har han anvendt empiriske modeller af tone-sekvenser i sin computerkode,[3] hvilket bidrager til at give et særligt perspektiv på de melodiske mønstre, akkord-progressioner og parametriske effekter han anvender.

## Værker (ikke komplet)

### Operaer og andre sceneværker
- Trenes De Marzo (2006) - interaktiv kammeropera i én akt
- La Quintrala (2003/04) - interaktiv kammeropera i to akter
- Tears of Dionysius (2001/08) - sinfonietta, recitator og video
- The Escape (2001/02) - interaktiv kammeropera i to akter
- The Crime (1999) - helaftensopera for solister, kor og orkester i to akter
- LORA – operaperformance i 4 tableauer (1993)

### Anden vokalmusik
- El Pozo (sang og harpe – 1982)
- Chamber Cantata (sang, fløjte og cembalo – 1984)
- Tre salmer (lige stemmer 1985)
- Tre korsatser for lige stemmer til tekst af Ole Sarvig (1985?)
- Tre korsatser for lige stemmer til tekst af Cecil Bødker (1985)
- Tre sange (alt og klaver-1986?)
- A una nariz (sang og orgel – 1986)
- Five Ruba’iyat (1989) - sopran, fløjte, guitar, harpe
- Himmelsøjler (oratorium for messingorkester, slagtøj, orgel, harpe, kor, og solister – 1991)
- fer cum paciencia (sang og orgel – 1997)
- Hvor ligger Tanzania? (kor med kammerensemkble – 1997)
- Forbandet være du, for sopran og fløjte, tekst: Søren Kierkegaard (Enten-Eller 1843), udvalgt og bearbejdet af Jens Staubrand. Frederiksberg, 2000
- Flugten (sangstemmer og elektroniske lyde – 2002)

### Symfoni- og kammerorkester
- Venus (2013) - solo violin og kontrabas, elektronik og symfoniorkester
- Milbank's Football (2011) - symfoniorkester
- Book of Changes (2001/02) - solo blæser og sinfonietta
- Unto These Yellow Sands (2000) - symfoniorkester
- Symphony No. 1 (2000) - symfoniorkester
- Shake Off Slumber, And Beware: (2000) - symfoniorkester
- Your Shadow, Passing By (1998) - symfoniorkester
- To Forget You Is To Forget My Name (1997/98) - solo fløjte og symfoniorkester
- This Is My Blood (1997) - symfoniorkester
- The Hand, Unveiled (1996) - solo harpe og symfoniorkester
- Four Songs – of Desire and Sadness (1995/96) - sopran og symfoniorkester
- Concerto for Flute and Wind Band (blæsere og slagtøj – 1994)
- Sated Bodies(1993/94) - symfoniorkester
- Mørkeregn (recitation med kammerensemble – 1992)
- The circle and the web (orkester 1992)
- Triplekoncert (fløjte, obo, harpe og strygere – 1991)
- Ophelia in the Garden (1989) - solo harpe og strygerorkester
- Resound (1989) - symfoniorkester
- Bone Diagram (strygere 1987)
- Three studies for orchestra (1986)
- Koncert for fløjte og messingorkester (1983)

### Store ensembler
- Engage and Share (2014) - sinfonietta
- Book of Throws (2001/02) - solo klaver og sinfonietta
- Blind Lemon (2013) - sinfonietta
- Blod, håb og kærlighed (strygere, orgel… – 1999
- Four Settings of Carl Nielsen (kammerensemble 1999)
- Fractured Waves (kammerensemble 1998)
- Book of Motion (1998) - solo slagtøj og sinfonietta
- Body, Legs, Head. (1996) - sinfonietta
- Earth Rooms (kammerensamble 1995)
- Double Image (1994) - solo fløjte og guitar og strygerorkester
- Marche du printemps (blæsere 1991)
- Serenades (orkester – 1990)
- Displays (blæsere og slagtøj – 1989)
- Music for Nine (blæsere, klaver og slagtøj – 1986)

### Kammermusik
- Tompkins (2013) - klarinet og klaver
- Three Places (2011) - fløjte, klarinet, slagtøj, klaver, violin, cello
- Bloom (2010/11) - fløjte, klarinet og klaver
- Plunge (2005) - fløjte/piccolo, klarinet, trombone, slagtøj, klaver, bratsch, cello
- The SoundGlove II (interaktiv lyd og videoinstallation – 2005)
- Blue Collusion and Entourage (2004) - solo basklarinet og fløjte, obo, horn, marimba, violin, bratsch, cello, kontrabas
- Flocking (4 blokfløjter 2003)
- Smeared (2003) - solo akkordeon og klarinet, klaver, slagtøj, violin, bratsch, cello, kontrabas
- Undercurrents (2002) - fløjte, klarinet, bratsch, klaver
- Doors, windows; handles (violin, horn og klaver 2002)
- Grand Duo (4-hændig klaver 2002)
- Peaks and Streams (violin og slagtøj – 2002)
- Dislocated (2001/02) - violin, horn, klaver
- Incursions (fløjte og slagtøj – 2001)
- Recorders (3 blokfløjter og computer – 2001)
- Timpani (pauker og computer – 2001)
- Grind (blokfløjte og accordeon – 2001)
- Break and Enter (fløjte, klarinet, klaver… – 2000)
- Ice tong (fløjte, bratsch og guitar 1996/2000)
- Traps & Lies (1999) - saxofonkvartet
- Black Walls (1995) - fløjte, klarinet, klaver, violin, cello
- Crouching Hands (altsax, harpe og orgel – 1998)
- Dream; Then Talk (træblæsere 1998)
- Juices of Pith (fløjte og klaver 1998)
- Related Hands (basklarinet og harpe – 1998)
- Traces and Splinters (fløjte, violin, bratsch og cello – 1998)
- Fleeting Tarry (fløjte, obo og fagot 1996)
- Contemporary exercises (blæsere 1995)
- Elations (fløjte, klarinet og fagot 1995)
- Playing with Dead Things (fløjte, basklarinet og klaver – 1995)
- Tongues Enrobed (1995) - basfløjte, guitar, klaver, pauker, violin, cello
- Broken Grammar (1995) - solo cembalo og fløjte, klarinet, fagot, violin, bratsch, cello
- – bright, hard, yellow; sad. (4 eller 5 musikere 1994)
- Dawn descending (harpe, fløjte, klarinet og strygekvartet – 1993)
- Trombonekoncert (basun og slagtøj – 1993)
- Seven Summerscapes (blæsere 1993)
- Rose-déclic (violin og klaver – 1992)
- River and Leaf (1991/92) - solo violin og fløjte, klarinet, fagot, slagtøj, klaver, violin, bratsch, cello
- Marcia e grido (1990)
- Sommerhaver (guitar og cembalo – 1990)
- Arioso (harpe og orgel – 1989)
- Beginnings beending (violin og harpe – 1989)
- Below/beset/beyond (klarinet, bratsch og klaver - 1988?)
- Trio for fløjte, bratsch og harpe (1988?)
- Encircled (klarinet, bratsch og klaver – 1988)
- One Bass Hit (bas, klaver m.m. – 1987)
- Precept and Deviations (violin, fagot og horn – 1987)
- Quattro fatti al rallenti (strygekvartet – 1987)
- Jeu de la Nuit (fløjter, basun, horn m.m. 1986)
- Transformations (basklarinet, fagot, bratsch og cello – 1985)
- A Due (fløjte og guitar – 1985)
- Klarinetkvintet (1984)
- Trio for fløjte, cello og cembalo (1984)
- Trio nr. 1 for violin, cello og klaver (1984)
- Between two (For bratsch og klaver – 1984)
- Sonate for Fløjte og cembalo (1983?)
- Fantasi for fløjte og harpe (1982)

### Soloinstrument og solo med elektronik
- Slow Gist (2016) - kontrabas og interaktiv computer
- Palpitations (2011) - klaver og interaktiv computer
- Quiet Voice (2010) - klarinet og interaktiv computer
- Sparks and Feathers (2010) - violin og interaktiv computer
- Sound Shapes (2008) - harpe og interaktiv computer
- Babilu Volati (2008) - stemme, video og interaktiv computer
- Behind Your Hands (2003) - akkordeon og interaktiv computer
- Speak My Mind (2003) - tenorblokfløjte og interaktiv computer
- Concealed Behaviours (2002/03) - basklarinet og interaktiv computer
- Stretch & Conceal (2002) - klaver solo
- Spheres to Spikes (2000/01) - akkordeon solo
- Sonare (guitar 2002)
- Guitar (guitar og computer – 2001)
- Itch (1998) - guitar solo
- Frenzy! (klarinet 1999)
- Flesh Echoes (bratsch 1999)
- Square and June (klaver og computer – 1998)
- Calling Angels (1995/96) - klarinet solo
- Torso (klaver 1995)
- Incrustations (1994) - harpe og bånd
- Reflections (guitar og computer – 1991)
- Reflections upon la-mi-re (orgel 1991)
- Timid Souls (1989/90) - fløjte og bånd
- Lento (harpe – 1986)
- Per organo (1985)
- Moderne Tider (fløjte – 1985)
- Five Views from Here (guitar – 1985)
- A piano piece (1984)
- Sonate for guitar (1983)
- Tre serielle stykker for klaver (1983)

### Diverse
- Two Of A Kind (2000)
- Warp (1999)
- Echo and Bounce (1999)
- Contracting Paths (1998)
- Hum (1997)
- Tempest (1994)
- 1/10/2 (1984)
- Harpekoncert

## Indspilninger
Graugaards arbejder som komponist, musiker og producent er rigt repræsenteret med over 30 udgivelser siden starten af 80erne på LP, CD, DVD og i digital form. Siden 2009 har han dertil brugt indspilningsstudiet til at afslutte etaper i udviklingen af hans software, med fokus på kommercielle udgivelser. Værkerne dette resulterer i, er redigerede versioner af semi-improviserede indspilninger hvor hver udgivelse er en samling af arbejder med specifikke musikalske mål og problemstillinger. Denne musik er i en rig blanding af genrer som i sit hele viser tilbage til Graugaards rødder i 70ernes performative eksperimenter, samtidig med at de som redigerede optagelser er solidt forankret i den ‘intuitive konstruktion’ han anvender i sine partiturkompositioner.
| - Persect (2016) - Americanino (2014) - The Yurodny Files (2013) - Red Stuff (2012) - Thump (2011) - Marsism (2010) - Life On Mars? (2009) | - What Actually Happened (2016) - Lars Graugaard, Moritz Baumgärtner - Invisible (2016) - Lars Graugaard, Keisuke Matsuno - Rife (2016) - Lars Graugaard, Hans Tammen - Ngelo (2014) - Lars Graugaard, Mikkel Ploug - Fact Machine (2013) - Lars Graugaard, Jean-Michel Pilc - nvmbr (2013) - Lars Graugaard, Keisuke Matsuno - Infernal Machines (2013) - Lars Graugaard, Hans Tammen - Downstream (2012) - Lars Graugaard, NYU Improvisers' Ensemble - We Should Have Turned Left Earlier (2012) - Lars Graugaard, NYU Jazz Composers' Ensemble |